# 항저우만

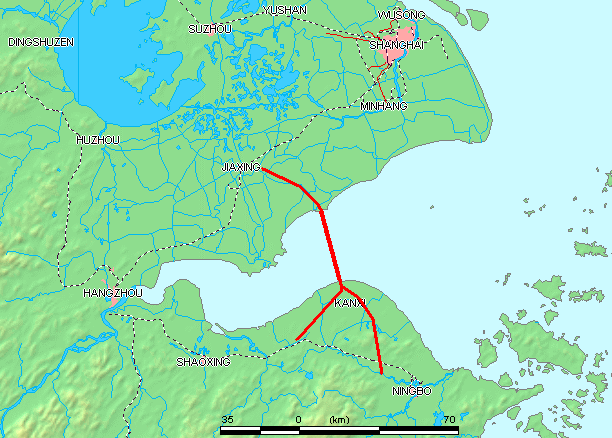
항저우만과 항저우만 대교

항저우만(杭州灣,Hangzhou Bay)는 동중국해로 빠지는 관문이다. 저장성과 상하이의 두 지방에 경계를 가지며, 첸탕강에서 항저우만으로 흘러들어 간다.

## 개요
상하이의 남쪽에 있으며, 항저우에서 끝이난다. 항저우만에는 많은 섬들이 있으며, 저우산 군도라도 한다. 항저우만은 파고 9m에 이르며, 시간당 40km를 흘러가는 세계에서 가장 격한 격류로 유명하다.

## 항저우만 대교
2008년 5월 1일 노동절을 기해서, 중국에서 가장 긴 36km의 항저우만 대교를 완공했다.

## 같이 보기
- 첸탕강
- 육화탑
- 양산심수항